# 다케노마타촌
다케노마타촌(竹ノ俣村)은 니가타현 기타칸바라군에 설치되었던 촌이다. 현재의 시바타시에 해당한다.